# Партійний актив
Парті́йний акти́в — найдіяльніші члени КПРС в партійних, радянських, господарських, комсомольських, профспілкових, військових, наукових та ін. організаціях, передовики-виробничники промисловості, транспорту, будівництва, с. г., що беруть активну участь у роботі партійних організацій.
Партійний актив має особливе політ. значення в житті партії. Він покликаний розвивати ініціативу всіх членів партії, спрямовуючи їхню діяльність на виконання чергових завдань комуністичного будівництва. Парт. організації дбайливо вирощують актив, проводять велику роботу щодо його виховання. Важливу роль відіграють збори партійного активу. За Статутом КПРС, збори активу скликаються для обговорення найважливіших рішень партії і уряду. Так, наприклад, на обласних, міських і районних зборах парт. активу широко обговорюються постанови пленумів ЦК КПРС і підсумки роботи з'їздів КПРС та ін.